# 米遜 (卑詩省)
米遜（英語：Mission）是加拿大卑詩省菲沙河谷區域局內一座城市，座落菲沙河北岸，隔岸與亞博斯福對望，離溫哥華以東約70公里，是低陸平原的一部分。據2021年加拿大人口普查所示，米遜區內人口為41,519人。

## 歷史
米遜一帶原為斯托洛原住民族（Sto:lo）的地域。到了1861年，一名法裔牧師在該處建立了聖瑪麗原住民寄宿學校（St. Mary's Indian Residential School），當中包括教堂、工作坊和磨坊，為歐裔人定居該地揭開序幕。學校建築群還包括一間郵局，寄往該處的郵件地址寫上（聖瑪麗佈道團），但後來則改為（米遜城）以免與內陸奧肯拿根地區的另一個佈道團混淆。
隨著向西通往溫哥華的加拿大太平洋鐵路和向南通往美國的布靈頓北方鐵路相繼於1880年代中後期開通至菲沙河谷，米遜一帶亦被選為該兩條鐵路的交匯處，刺激了當地的發展。一位名為詹姆斯·威爾頓·霍恩（James Welton Horne）的商人在該處大量購地，並斥資在菲沙河岸發展一個市鎮中心，籍此向外界銷售自己劃出的地段以從中圖利，史稱1891年土地大銷售（the Great Land Sale）。1894年菲沙河水位暴漲，淹沒了沿河而建的鎮中心，災後鎮中心遷至地勢較高的位置，亦即現時的鎮中心所在。
霍恩建立的鎮址屬省政府管轄，但周邊的郊區卻沒有任何建制，在郊區進行道路工程及其他市政事務亦相對困難。有見及此，郊區的居民發起將當地建制為米遜區（Corporation of the District of Mission）以便更有效提供市政服務；米遜區遂於1892年成立。然而，霍恩卻阻止其建立的鎮址加入米遜區，以免鎮址內的物業稅上升以支付郊區的市政開支。鎮址於1922年另行建制為米遜村（Village of Mission），1950年改稱米遜城村（Village of Mission City），1958年則改制為米遜城鎮（Town of Mission City）。
這兩個名稱相近的地方行政區雖然各自獨立，但也共享社區中心和圖書館等市政設施，兩地亦逐漸產生合併的呼聲。1969年舉行的合併公投獲通過後，米遜城鎮和米遜區於同年11月正式合併成新的米遜區（District of Mission）。
卑詩省政府於1960年代設立區域局的行政等級後，米遜區原屬杜德尼-阿魯艾特區域局（Dewdney–Alouette Regional District）；此區域局於1995年12月解散後，米遜區轉歸新成立的菲沙河谷區域局，並維持至今。米遜區則於2021年3月29日改制為市。

## 交通
米遜屬菲沙河谷公共交通局（ValleyMAX）的服務範圍；該機構轄下五條巴士線為米遜區的內部路線，而另一條巴士線則連接米遜和亞博斯福。另外，由大溫哥華地區運輸聯線營運的西岸快車通勤鐵路亦連接米遜至溫哥華市中心的濱海站。維亞鐵路的加拿大人號列車在米遜設有號誌站（flag stop），每周有三班東行列車駛經此處。
卑詩省7號公路（洛歇公路）從東至西貫穿米遜，而卑詩省11號公路則從米遜起往南經亞博斯福直通美加邊境。
航空交通方面，最接近米遜的主要乘客機場為亞博斯福國際機場。

## 教育
米遜公校局（第75號校區）負責營運市內大部份公立中小學（12間小學、兩間初中、一間高中），而卑詩省法語教育局則在市內營運雙河小學（École des Deux-Rives）。

## 著名人物
- 布倫特·海登，游泳運動員
- 卡莉·蕾·傑普森，歌手
- 加里·麥克唐納，游泳運動員
- 香農·莎士比亞，游泳運動員

## 姊妹城市
- 日本靜岡縣小山町[8]（1996年起）

## 外部連結
- （英文）City of Mission （页面存档备份，存于）－米遜市政府官方網站